# Максимилиан де Ангелис
Максимилиан де Ангелис (на немски: Maximilian de Angelis) е офицер, служил на Австро-Унгария по време на Първата световна война и Германия по време на Втората световна война.

## Биография

### Живот, кариера и Първа световна война (1914 – 1918)
Максимилиан де Ангелис е роден на 2 октомври 1889 г. в Будапеща, Унгария. Постъпва в армията и през 1910 г. е оберлейтенант от артилерията. Участва в Първата световна война и в края ѝ достига звание хауптман.

#### Между военен период
След нея се присъединява към австрийската армия. На 28 юни 1933 г. е издигнат в чин оберст. След аншлуса се присъединява към Вермахта. На 15 март 1938 г. е издигнат в чин генерал-майор.

### Втората световна война (1939 – 1945)
В началото на войната командва 76-а пехотна дивизия. На 1 юни 1940 г. е издигнат в чин генерал-лейтенант, а на 1 март 1942 г. в генерал от артилерията. На 26 януари 1942 г. поема командването на 44-ти корпус. На два пъти командва 6-а армия, между 22 ноември и 19 декември 1943 г. и отново между 8 април и 17 юли 1944 г. На 18 юли 1944 г. поема 2-ра танкова армия, пост който заема до края на войната.

#### След войната
Осъден от югославските и съветските власти остава в затвора до 11 октомври 1955 г. Умира на 6 декември 1974 г. в Грац, Австрия.

## Военна декорация
| - Орден на „Михайл Храбри“ (1941) – III степен (19 септември 1941) - Сребърна пластинка към ордена Железен кръст (1939) – II (13 май 1940) и I степен (1 юни 1940) - Германски медал „За зимна кампания на изтока 1941/1942 г.“ (?) - Германски орден „Кръст на честта“ (?) | - Рицарски кръст с дъбови листа - Носител на Рицарски кръст (9 февруари 1942) - Носител на Дъбови листа, № 323 (12 ноември 1943) |